# Vincenzo Caporaletti
Vincenzo Caporaletti, né en 1955 à Roseto degli Abruzzi, est un musicologue italien, auteur de la théorie de la formativité audiotactile.

## Biographie
Au début des années 1970, Vincenzo Caporaletti fait partie de la première formation historique du groupe italien de rock progressif Pierrot lunaire, qui enregistre l’album homonyme paru en 1974. Il se dédie ensuite au jazz et à l’univers musical de l’improvisation, notamment à Rome, à côté d'artistes comme Tony Scott, Giulio Capiozzo, et Jimmy Owens.
Il étudie la composition avec Franco Donatoni, la composition et l'improvisation jazz avec Enrico Pieranunzi et la guitare jazz avec Joe Pass.
Son activité de recherche musicologique commence à la fin des années 1970 avec une réflexion sur le thème du swing qui a abouti à une thèse de lauréat au DAMS de l’université de Bologne au cours de l’année académique 1983-1984, où Caporaletti a formulé les bases du principe épistémologique audiotactile, le principe audiotactile [PAT], sur lequel il fonde le système de la théorie de la formativité audiotactile qui a introduit dans le contexte musicologique la catégorie de musique audiotactile.  
La recherche et la théorisation de la notion d'« audiotactilité » est devenue notoire en Italie, notamment avec le Décret ministériel MIUR 22/01/2008, n. 483/2008, et "MIUR 03/07/2009, n. 124/2009" qui définit le nouveau cadre didactique des Conservatoires de musique en Italie, et qui crée le champ disciplinaire "Discipline interpretative del jazz, delle musiche improvvisate e audiotattili" ainsi que le secteur artistico-disciplinare CODM/06, "Storia del jazz, delle musiche improvvisate e audiotattili", de la discipline musicologique. Les travaux de Caporaletti sont publiés en Italie, France, Angleterre, Belgique, et au Brésil, et sont reconnus par des chercheurs majeurs de la musicologie comme Frank Tirro, figurant parmi les principales sources bibliographiques de la musicologie. 
Il est fondateur de la revue Ring Shout – spécialisée dans la recherche de la musique africaine-américaine. Il y opère comme directeur et curateur entre 2000 et 2005. Actuellement, il est directeur de la collection musicologique Grooves - Collana di Studi Musicali Afro-Americani e Popular e Edizioni di Musiche Audiotattili à la maison d’édition « Libreria Musicale Italiana Edizioni », LIM, Lucca.
Caporaletti est professeur et chercheur à l’Université de Macerata (Italie), où il est responsable des cours de Musicologie générale et Musicologie transculturelle, ainsi qu’au Conservatoire S. Cecilia di Roma, où il a enseigné l’analyse musicale du jazz.

## La théorie de la formativité audiotactile
Depuis les années 2000, Caporaletti concentre sa recherche sur la formalisation du modèle phénoménologique et taxinomique de l’expérience musicale comme formativité audiotactile, laquelle a été construite et perfectionnée à partir d’une réflexion multidisciplinaire, d'abord sur le phénomène du swing et du groove, puis sur l’improvisation musicale en perspective globale, identifiant dans la catégorie de "musique audiotactile" les styles musicaux qui fondent la formativité du texte musical, d'un côté, dans l'action en temps réel du musicien (improvisation et/ou extemporisation), et de l'autre dans le processus de phono-fixation de l'action musicale formative dans l'enregistrement sonore. Cette catégorie concerne ainsi les musiques telles que le jazz, le rock, le rap, la popular music, la world music et la musique brésilienne, qui se sont toujours placées entre les limites de la musique de tradition écrite et les musiques de tradition orale. Fondamentalement, la théorie des musiques audiotactiles distingue les manifestations musicales avec les termes visuel-audiotactile selon leur fonctionnement cognitif et non à partir de critères sociologiques. Ainsi, sur le plan phénoménologique, la forme, l'expérience et la conception musicale de la tradition écrite occidentale (la musique savante), du XVIIIe siècle à la première moitié du XXe siècle, voit son fonctionnement fondé sur une "matrice cognitive visuelle".   
Le cadre conceptuel de la théorie de la formativité audiotactile ou théorie des musiques audiotactiles (dont le principe audiotactile [PAT], la codification néoauratique [CNA], le swing-structure, le swing-idiolecte), trouve ses apports fondamentaux dans la philosophie de Luigi Pareyson, la sémiologie d'Umberto Eco, l'anthropologie d'Alan Merriam, la médiologie de Marshall McLuhan, la psychologie cognitive de Michel Imberty, mais aussi dans les neurosciences, consistant en une approche à la fois anthropologico-cognitive et anthropologico-culturelle pour interroger l'expérience musicale à partir des implications perceptives et cognitives induites par les facteurs déterminants de leurs médiations culturelles.   
Cette théorie est étudiée et appliquée en tant que paradigme épistémologique alternatif pour l’étude musicologique du jazz, de la musique brésilienne, du rock progressif, de la world music, des musiques improvisées et de la musique contemporaine. Elle figure aujourd’hui au centre de débats musicologiques, notamment en Italie, France,,, Brésil,,, qui exploitent ce cadre conceptuel par rapport aux problématiques de l’analyse musicale, de la notation musicale, de la critique historiographique du jazz,, de l'ontologie de la musique,,,, de l’interaction musicale,, de la didactique musicale, du droit d’auteur, et des arts performatifs,.   
Outre le domaine musicologique, le cadre conceptuel de la Théorie audiotactile est un objet d'intérêt dans les domaines disciplinaires tels que la linguistique et la philosophie du langage, de la réflexion philosophique sur des problématiques de la philosophie de Nelson Goodman, ainsi que pour de réflexions sur la temporalité.

## Ouvrages
- Caporaletti, Vincenzo, La Definizione dello Swing, Tesi di Laurea, Università di Bologna, Bologna, 1984.
- Caporaletti, Vincenzo, La definizione del swing. Il fondamento estetico del jazz e delle Musiche audiotattili, Teramo, Ideasuoni, 2000.  (ISBN 978-88-903155-0-3).
- Caporaletti, Vincenzo, I processi improvvisativi nella Musica. Un approccio globale, LIM, Lucca, 2005.  (ISBN 88-7096-420-5).
- Caporaletti, Vincenzo, Esperienze di Analisi  del Jazz. Armstrong, Parker, Cesari, Monk, Mingus, Intra, Soft Machine, Lucca, LIM, 2007.  (ISBN 978-88-7096-500-1).
- Caporaletti, Vincenzo, Swing e Groove. Sui fondamenti estetici delle Musiche audiotattili, LIM, Lucca 2014.  (ISBN 978-88-7096-778-4).
- Caporaletti, Vincenzo ; Givan, Benjamin ; Cugny, Laurent, The Reinhardt, South, Grappelli Recordings of J.S. Bach’s Double Violin Concerto : A Critical Edition, Lucca, LIM, coll. « Grooves », 2016.  (ISBN 978-88-7096-840-8).

## Articles/Chapitres d'ouvrages
- Caporaletti, Vincenzo, La fenomenologia del ritmo nella musica audiotattile : il tempo doppio, Ring Shout–Rivista di Studi Musicali Afroamericani, SIdMA, vol.1, 2002, p. 77-112.
- Caporaletti, Vincenzo, La théorie de la musique audiotactile et ses relations avec l’improvisation dans la musique contemporaine, Filigrane, n. 8,  2008, p. 101-128.  (ISSN 1773-9128).
- Caporaletti, Vincenzo, Esperienza audiotattile e molteplicità della musica, in : Matassi, E. (a cura di), Atti del Convegno « La Musica per tutti. Il fondamento filosofico dell’apprendimento musicale nel sistema formativo », B@belonline, Rivista di Filosofia dell’Università di Roma Tre, n. 8, 2010, p. 51-63.  (ISSN 1974-8558).
- Caporaletti, Vincenzo, Ghost Notes. Issues of Inaudible Improvisations, in : Rasch. R. (ed.), Beyond Notes. Improvisation in Western Music in the Eighteenth and Nineteenth Century, Turnhout–Belgium, Brepols Publishers, 2011, p. 345-373.  (ISBN 9782503542447).
- Caporaletti, Vincenzo, Milhaud, Le bœuf sur le toit e o Paradigma Audiotátil, in : Corrêa do Lago, Manoel A.  (a cura di), O Boi no Telhado - Darius Milhaud e a Música Brasileira no Modernismo Francês, Rio de Janeiro, Instituto Moreira Salles, 2012, p. 229-28.  (ISBN 9788586707872).
- Caporaletti, Vincenzo, Il Principio Audiotattile come Formatività, in : Sbordoni, Alessandro  (a cura di), Improvvisazione Oggi, LIM, Lucca 2014b, p. 29-42.  (ISBN 9788870967838).
- Caporaletti, Vincenzo, Neo Auratic Encoding. Phenomenological Framework and Operational Patterns in : Borio. G. (ed), Musical Listening in the Age of Technological Reproduction, Farnham, Ashgate Publishing, 2015a, p. 233-252.  (ISBN 9781472442161).
- Caporaletti, Vincenzo, Jazz et musique contemporaine : pour une nouvelle approche critique, in : Court, Jean-Michel ; Florin, Ludovic (dir.), Rencontres du jazz et de la musique contemporaine, Rennes, PUM, 2015b, p. 27-46.  (ISBN 978-2-8107-0374-6).
- Caporaletti, Vincenzo, Razionalità dell’improvvisazione/Improvvisazione della razionalità, in : Itinera. Riviste di filosofia teoria delle arti. Nuova serie,  n. 10, Sistema e libertà. Razionalità e improvvisazione tra filosofia, arte e pratiche umane, 2015c, p. 189-215.  (ISSN 2039-9251).

## Discographie
- 1974: Pierrot lunaire (It ZSLT 70025)